# Zoar (Bibbia)

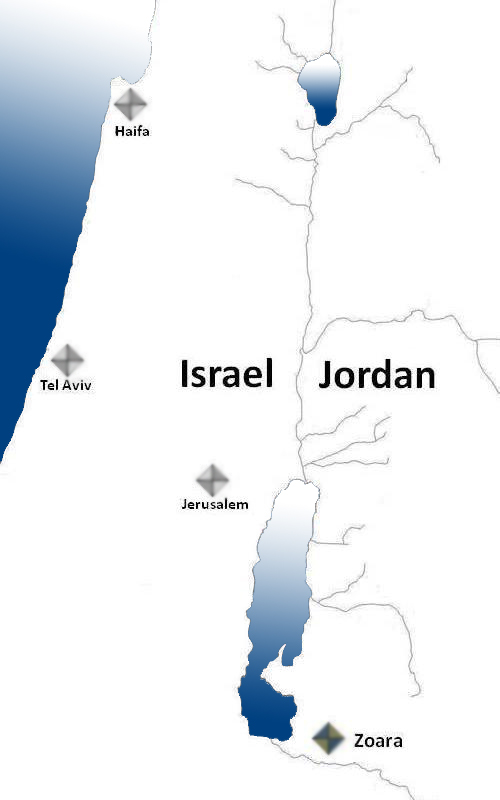
Possibile locazione di Zoar

Zoar (o Soar, Tsoar, Zoara, nella Septuaginta anche Segor, Zogora), precedentemente chiamata Bela (o Belah) è una città citata nell'Antico Testamento; era una delle più antiche città di Canaan e formava una pentapoli con le città di Sodoma, Gomorra, Zeboim e Adma.

## Narrativa biblica
In Gn 14, il re di Bela si unì ai re delle altre quattro città per sconfiggere i re di Sennaar, Ellasar, Elam e Goim che avevano mosso loro guerra. Più avanti, in Gn 19:17-22, quando Dio decise di distruggere Sodoma e Gomorra, Lot chiese agli angeli che gli permettessero di riparare a Bela e di risparmiarla, poiché era una città molto piccola: essi acconsentirono, e la città venne, per tale motivo, rinominata "Zoar" (che significa "piccolezza"). La città è successivamente citata in altri passaggi biblici, come Dt 34:3, Is 15:5, Ger 48:4; in questi ultimi due, Zoar è citata come facente parte del regno di Moab.

## Locazione e identificazione

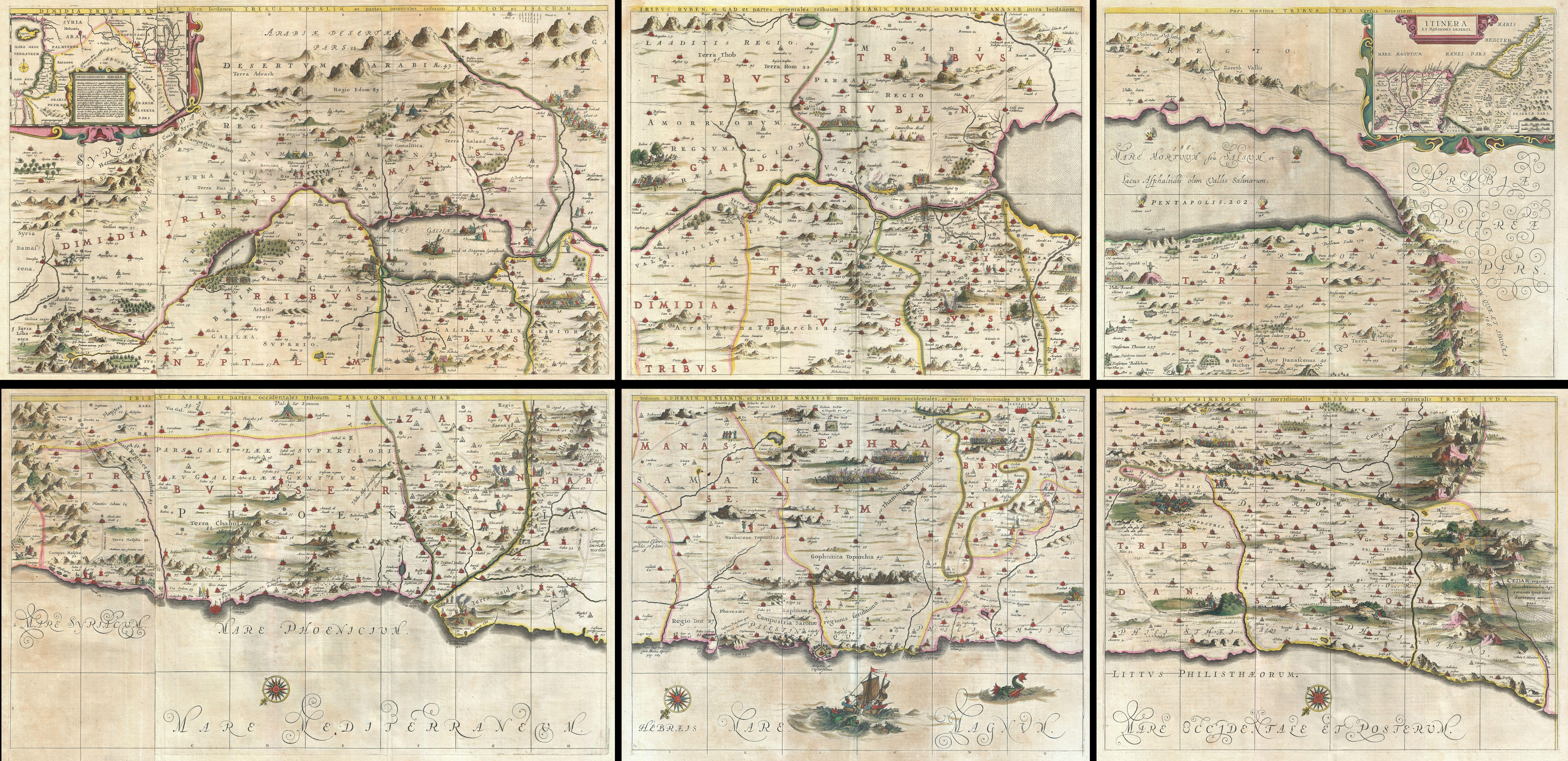
Zoar (Segor) in una mappa di Janssonius del 1662 (quadrante in alto al centro, terza riga, ultima colonna)

La locazione della città viene tradizionalmente posta all'estremità meridionale del Mar Morto. Flavio Giuseppe, in Guerra giudaica, la chiama "Zoar d'Arabia", mentre Eusebio, nell'Onomasticon, afferma che il Mar Morto si trova fra Gerico e Zoar, e Tolomeo la dice parte di Arabia Petrea. Zoar è presente nei lavori di alcuni geografi arabi, sotto il nome di Zughar o Sughar, che la localizzano in un'arida vallata a un grado a sud di Gerico, definendola un'importante città di passaggio fra Gerico e Akkabah. Viene citata anche dai Crociati, che attestano come Segor fosse circondata da palme. Dal racconto biblico della Genesi, inoltre, si sa che Zoar era situata in una valle, e non su un'altura. La posizione più plausibile è quindi alle pendici dei monti di Moab, ad est di Wady Ghurundel, dove esiste a tutt'oggi una fertile oasi.